# 衛莊公 (名揚)
衞前莊公（？—前735年），姬姓，名揚，是衞武公之子，衞桓公、州吁、衞宣公之父，在位二十三年。因後代同封衞莊公，後代改稱「衞後莊公」。
前莊公夫人莊姜是齊國太子得臣的妹妹，相貌美麗卻沒有生子。莊姜以戴媯之子衞桓公為己子，故而衞桓公的身份相當於嫡長子。衞桓公、衞宣公均为戴妫所生。衛莊公立桓公為太子，但是不聽石碏勸，過份縱容州吁，導致了後來的州吁弒衛桓公之亂。

## 妻妾
- 夫人莊姜
- 妾室，有记录者四人
  - 厉妫，戴媯之姊
  - 戴妫
  - 某氏，衞君州吁母
  - 夷姜

## 兒子
1. 姬孝伯（厲媯之子）
2. 衞桓公姬完（戴媯之子）
3. 衞君姬州吁（寵妾某氏之子）
4. 衛宣公姬晉（戴媯之子）
5. 右公子姬職（生母未載）
6. 左公子姬泄（生母未載）